# Paraconophyma scabra
Paraconophyma scabra är en insektsart som först beskrevs av Walker, F. 1870.  Paraconophyma scabra ingår i släktet Paraconophyma och familjen gräshoppor. Inga underarter finns listade i Catalogue of Life.